# جوزيف مورين
جوزيف مورين هو سياسي كندي، ولد في 13 فبراير 1854، وتوفي في 1 يونيو 1915. حزبياً، نشط في حزب كيبيك الليبرالي. وقد انتخب عضو الجمعية الوطنية في كيبك ‏.